# Crypsirina
Crypsirina es un género de aves paseriformes de la familia Corvidae. Incluye solo a dos especies que se distribuyen por el sudeste asiático, siendo P. cucullata endémica de Birmania.

## Especies
- Crypsirina cucullata Jerdon, 1862
- Crypsirina temia  (Daudin, 1800)